# Floriano Ferramola
Floriano ou Fioravante Ferramola (né à Brescia v. 1478 et mort dans la même ville le 3 juillet 1528) est un peintre italien de la Renaissance, actif principalement à Brescia .

## Biographie

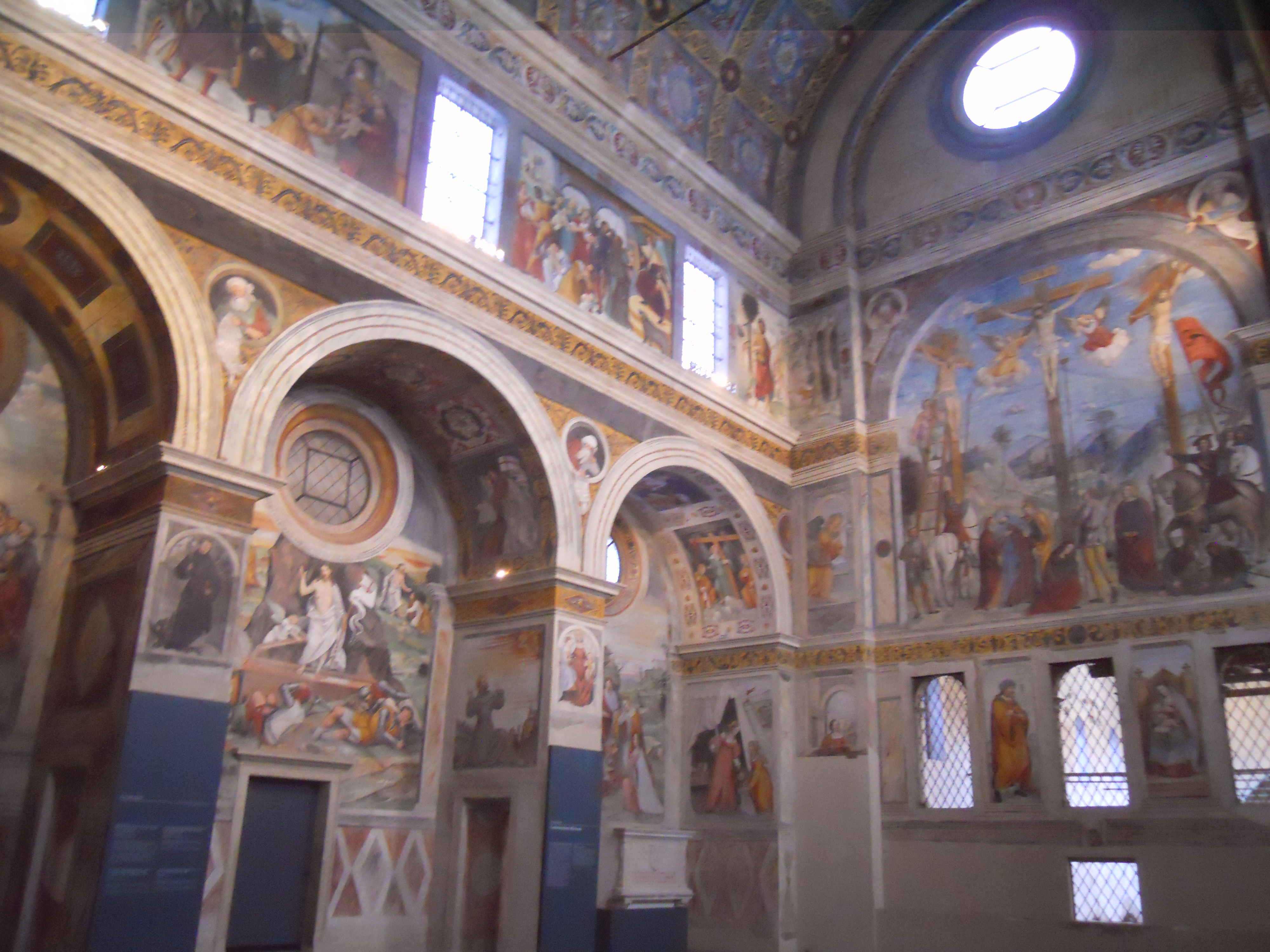
Le chœur des religieuses du monastère de Santa Giulia à Brescia, avec les fresques de Paolo da Caylina le Jeune (registre inférieur) et Floriano Ferramola (registre supérieur), 1527 et suiv.

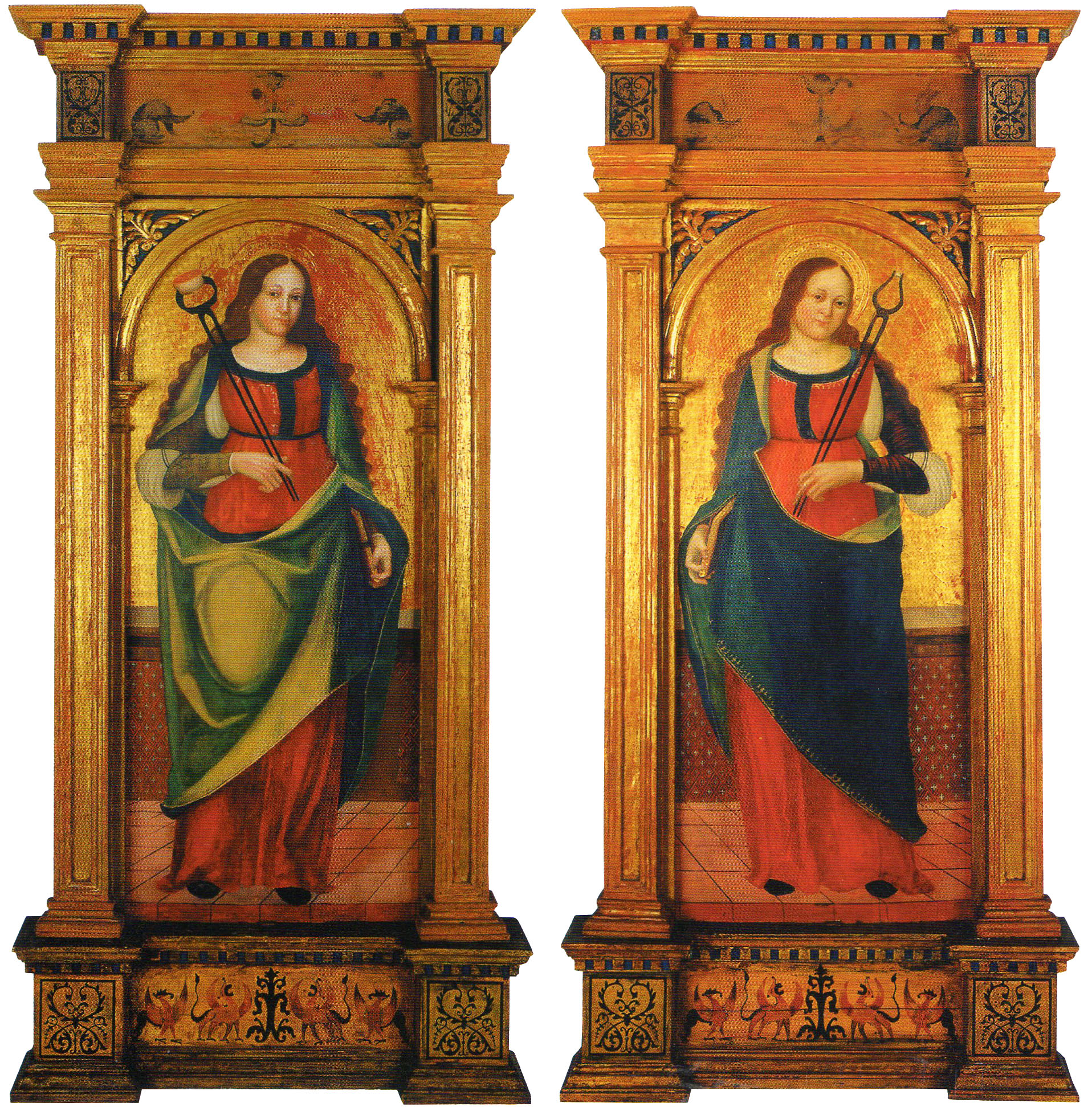
Les Saintes Agathe et Apolline, Brescia.

Mentionné pour la première fois en 1503, sa première œuvre connue est une Nativité de 1507-1508, maintenant aux Musées Civil de Pavie ; en 1512, il peint un portrait de Gaston de Foix. Plus tard, Ferramola peint une Annonciation pour l'église du Carmine à Brescia et pour l'église Santa Maria delle Grazie à Brescia. Il est également connu pour ses fresques réalisées pour le Palazzo Calini à Brescia, dont l'une est conservée à Londres au Victoria and Albert Museum.
Floriano Ferramola a été formé à la fin du XVe siècle à Brescia, nourri par les œuvres de Foppa et de ses collaborateurs, dont celles de Vincenzo Civerchio. Plus influencé par les mouvements locaux que par l'art élaboré de Foppa, son style est lié à la peinture ombrienne-émilienne qui a pénétré la Lombardie orientale à travers Le Pérugin et Lorenzo Costa. Ferramola s'exprime toujours dans ses œuvres avec des tons simples, mais en demeurant un narrateur romanesque et efficace. 
Ferramola a attiré de nombreux mécènes civils et religieux de Brescia au début du XVIe siècle : ses célèbres Histoires de saints ont rencontré le succès dans divers monastères de la ville et du territoire, par exemple au monastère Santa Giulia, San Giuseppe, Santa Croce, Santa Maria del Carmine (en collaboration avec Civerchio), puis à nouveau à Lovere, Bedizzole, Nave, Bovezzo et Quinzano d'Oglio, créant une véritable école et influençant presque tous les peintres de la province.  De nombreuses interventions ont touché les palais de la noblesse, en particulier dans la ville : le cycle de la salle d'honneur du Palazzo Calini, maintenant dispersé entre le Victoria and Albert Museum, la National Gallery et la Pinacothèque Tosio Martinengo, présente l'une des plus belles productions de la peinture profane lombarde du début du XVIe siècle. 
La sérénité narrative dont Ferramola devint un maître, ainsi que sa langue cursive, ses dosages chromatiques, la délicatesse de ses représentations de la nature, des paysages, de l'environnement et des costumes, ont eu une influence importante sur Moretto qui atteint sa maturité artistique précisément au moment où Ferramola produit ses œuvres les plus importantes (1520-1530).

## Œuvres

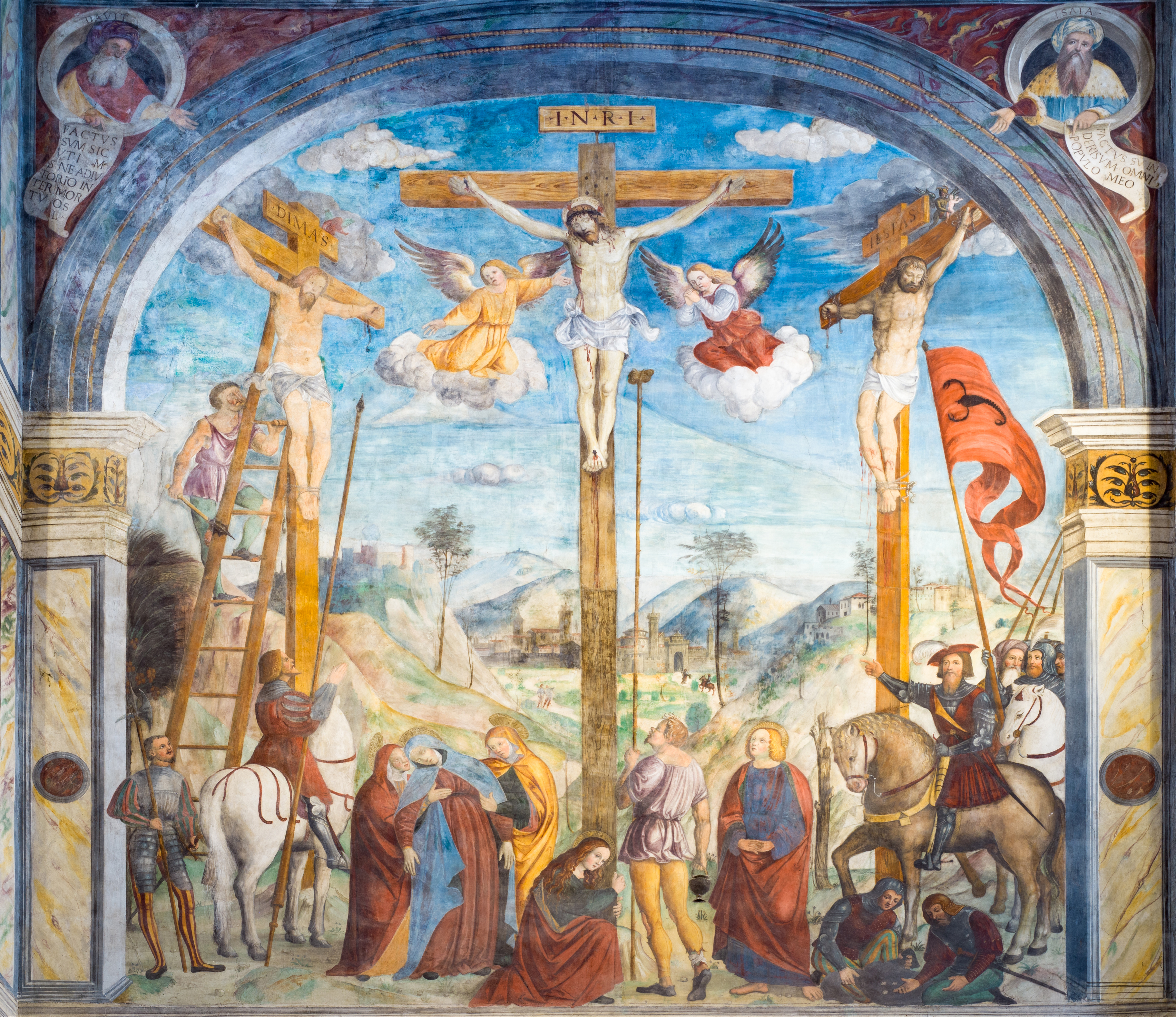
Une crucifixion dans la Coro delle monache del monastero di Santa Giulia, fresque de Floriano Ferramola, à Brescia.

- Les Saintes Agathe et Apolline (it), Monastero di Santa Croce, Sepino, Brescia.
- Vierge en majesté (it), Palazzo Vescovile de Brescia.
- Vierge à l'Enfant avec les saints Côme et Damien (it), Monastero di Santa Croce, Sepino, Brescia.